# Auschwitz (brano musicale)
Auschwitz è un brano musicale scritto da Francesco Guccini, ma accreditato a Lunero e Maurizio Vandelli in quanto l'autore non era iscritto alla SIAE. La canzone uscì come singolo nel settembre del 1966 dall'Equipe 84 nel singolo Bang bang/Auschwitz. L'anno dopo la canzone fu registrata da Francesco Guccini ed inserita nella raccolta Folk beat n. 1, con il titolo La canzone del bambino nel vento (Auschwitz).

## Ispirazione e contenuto
Guccini aveva avuto l'ispirazione per affrontare il tema dell'olocausto a seguito della lettura del saggio di Edward Russell, II Barone di Liverpool Il flagello della svastica e dal
romanzo autobiografico di Vincenzo Pappalettera Tu passerai per il camino dove aveva raccontato le sue memorie sulla sua permanenza nel campo di concentramento di Mauthausen.
Il testo è narrato da due voci: il protagonista, un bambino che nel campo di concentramento di Auschwitz «è morto con altri cento, passato per un camino e adesso è nel vento». La seconda voce è quella dell'autore che si pone alcune domande a cui vi sono le risposte del bambino.

## Altre versioni
- 1992, i Nomadi, nell'album Ma che film la vita
- 1994, Rod MacDonald versione in inglese con il titolo Auschwitz (Bambino nel Vento) nell'album Man on the Ledge.
- 1995, The Gang nell'album Tributo ad Augusto
- 1997: Gian Pieretti (album Caro Bob Dylan...)
- 2003, Alice, nell'album Viaggio in Italia
- 2005, Modena City Ramblers nell'album Appunti partigiani
- 2013, 7grani, nell'album Neve diventeremo
- 2019, Elisa, nella raccolta Note di viaggio - Capitolo 1: venite avanti...
- 2018, Antonella Ruggiero, nell'album Quando facevo la cantante - CD3 "La canzone d'autore".

Altri interpreti
- Tazenda
- Danilo Sacco